# Nass (islam)
Nass (árabe: نَصّ, romanizado: naṣṣ) es una palabra árabe traducida de diversas formas como puede ser, 'un mandato legal conocido y claro', un 'decreto divino', una 'designación', una 'ley escrita' en oposición a una no escrita, un 'texto canónico' que prohíbe o exige, o una 'prueba textual'.
En el islam chií (imamíes e ismailíes), nass se refiere específicamente a la designación de un imán infalible por un imán infalible anterior.
En la terminología islámica se refiere a versículos (aya) y hadices, es decir, del Corán y la Sunna.